# 武者伝二郎
武者 伝二郎（むしゃ でんじろう、旧字体：武者󠄁 傳二郞、1854年1月29日（嘉永7年1月1日） - 1901年（明治34年）9月3日）は、明治時代の政治家。衆議院議員（当選4回）。

## 経歴
陸奥仙台藩領亘理郡小堤村（現宮城県亘理郡亘理町）で、涌谷伊達家家臣・武者伝三郎の長男として生まれる。剣道、漢学を修める。1877年（明治10年）県会の前身、共議会の議員に選出され、1879年（明治12年）宮城県会議員を経て、1882年（明治15年）同常置委員となる。ついで松平正直県令の抜擢で1883年（明治16年）3月、伊具・亘理郡長に就任し、1885年（明治18年）志田・玉造郡長に転じた。
1890年（明治23年）7月の第1回衆議院議員総選挙では宮城県第2区から出馬し当選。以後1894年（明治27年）第4回総選挙まで連続4期当選を果たした。